# Elatoides
Elatoides is een geslacht van vliesvleugeligen uit de familie Pteromalidae. De wetenschappelijke naam van dit geslacht is voor het eerst geldig gepubliceerd in 1952 door Nikol'skaya.

## Soorten
Het geslacht Elatoides omvat de volgende soorten:
- Elatoides coccidivorus (Ashmead, 1904)
- Elatoides komaii Kamijo, 1983
- Elatoides niger Nikol'skaya, 1952
- Elatoides nikolskayae Pilipyuk, 1971